# Михайлевський Антон Флоріанович
Антон Флоріанович Михайлевський (27 вересня 1943, Лобачів — 27 листопада 2020, Одеса) — український письменник, поет, журналіст, воєнний кореспондент. Заслужений працівник культури УРСР (1989). Член Національних спілок письменників (1978) та журналістів України. Полковник запасу.

## Життєпис
Народився 27 вересня 1943 року в селі Лобачів на Київщині в родині колгоспників. Згодом родина переїхала до села Володарка, де Антон Михайлевський закінчив середню школу.
У 1967 році закінчив факультет журналістики Львівського вищого військово-політичного училища. Відтоді ж — воєнний кореспондент газет у Забайкаллі, Південному Кавказі, БАРСР, групі радянських військ у Німеччині.
З 1974 року жив в Одесі, обіймав посаду завідувача відділу культури одеської газети «Защитник Родины». Перебував у Чорнобильській зоні після катастрофи на ЧАЕС як журналіст. З 1992 по 1995 роки — начальник прес-служби Центральної ради профспілок працівників морського транспорту України.
З 1995 по 2000 роки — перший заступник редактора газети «Одеський вісник». З 2001 по 2003 роки — заступник редактора газети «Моряк». З 2004 року — директор видавництва «Друкарський дім».
Помер на 78-му році життя 27 листопада 2020 року.

## Літературна діяльність
Автор близько 30 літературних творів — поетичних збірок, прозових та мемуарних книг. Дебютував у 1963 році добіркою віршів у газеті «Молодь України».
У своїй поезії використовував елементи поетики українського фольклору. Над романом «Ночі Куїнджі» (2003) працював понад 20 років. Написав автобіографічний роман «Мелодії дальніх околиць» (2008).

## Нагороди
- премія імені Андрія Малишка (1985)
- заслужений працівник культури УРСР (1989)
- муніципальна премія імені К. Паустовського (2004)

## Творчий доробок (частковий)
- Червоні полігони: поезії / А. Михайлевский. — К.: Молодь, 1969. — 46 с.
- Передній край: поезії / А. Михайлевський. — К.: Рад. Письменник, 1974. — 68 с.
- Михайлевський А. Гартована пісня: Поезії. — Одеса: Маяк, 1977. — 79 с.
- Стою на посту: поезії / А. Михайлевський. — О.: Маяк, 1980. — 71 с.
- Крила любові: поезії / А. Ф. Михайлевський. — Одеса: Маяк, 1983. — 95 с.
- Михайлевський А. Третє покоління: Вірші та поеми. — Одеса: Маяк, 1987. — 128 с.
- Подарунок білого місяця: поезії / А. Ф. Михайлевський . — Одеса: Маяк, 1996. — 96 с.
- Вечір віку: поезії / А. Ф. Михайлевський. — Одеса: Друк, 2000. — 176 с.
- Михайлевський А. Півонія в чаші землі: Поезії. — Одеса: Видавництво «Друк», 2002. — 200 с.
- Ночі Куїнджі: роман / А. Ф. Михайлевський . — Одеса: Друк, 2003. — 166 с.
- На экваторе Луны: докум.-худ. повесть / А. Михайлевский. — О.: Фотосинтетика, 2003. — 88 с.
- Михайлевський А. Україна в снігу: Вірші та поеми. — Одеса: «Друкарський дім», 2004. — 287 с.
- При свете факелов (Сталин и писатели) / А. Михайлевский. — О.: Друк, 2004. — 322 с.
- Дорога через Рось: оповідання / А. Ф. Михайлевський. — Одеса: Друкарський дім, 2005. — 400 с.
- Останні солдати імперії: роман / А. Михайлевський. — О.: Друкарський дім, 2006. — 356 с.
- Мед з чорнобривців: поезії. — Одеса: Фаворит — Друкарський дім, 2007. — 130 с.
- Мелодії дальніх околиць: автобіографічний роман / А. Михайлевський. — О.: Фаворит — Друкарський дім, 2008. — 400 с.
- Камни моей родины: путевые очерки, повести / А. Михайлевский. — О.: Фаворит — Печатный дом, 2009. — 400 с.
- Розливи рік: вибрані поезії / А. Михайлевський. — О.: Фаворит — Друкарський дім, 2013. — 80 с.